# Maciej Okręglak
Maciej Okręglak (ur. 5 lipca 1993) – polski kajakarz górski, medalista mistrzostw Polski w slalomie kajakowym.

## Kariera sportowa
Jest zawodnikiem Startu Nowy Sącz.
Na mistrzostwach Europy seniorów w 2015 zajął 5. miejsce w konkurencji 3 x K-1, a w 2016 - 8. miejsce w konkurencji K-1 i 13 m. w konkurencji 3 x K-1
Na mistrzostwach Polski seniorów zdobył wicemistrzostwo w konkurencji K-1 w 2015 i 2016, brązowy medal w konkurencji K-1, 3 x K-1 i 3 x C-2 w 2013 oraz srebrny medal w konkurencji 3 x K-1 w 2014.